# Битка код Акацуке
Битка код Акацуке (10. маја 1552) била је прва самостална битка младог Оде Нобунаге у борби за уједињење провинције Овари против одметнутих вазала свог покојног оца (Ода Нобухиде) који су прешли на страну моћног клана Имагава из Суруге и позвали њихову војску у источне делове Оварија.

## Позадина
Ода Нобухиде, господар знатног угледа у јужном Оварију, преминуо је 3. марта 1552. после кратке заразне болести. Његов наследник, Ода Нобунага, који је имао свега 18 година, наследио је породичне поседе око замка Нагоја, али је уживао лош глас међу народом у провинцији због свог неозбиљног понашања и честих простачких испада у јавности. Нобунага је између 13. године (што се у Јапану у то време сматрало пунолетством) и 18. године своје време углавном проводио у лову, јахању, вежбању стреличарства и гађању аркебузом (у то време још увек новина у Јапану), али и простим, народним забавама као што су рвање, пливање, гледање сумоа и посећивање кафана и јавних кућа са својим пријатељима. Такође је показивао потпуни презир према формалном одевању и правилном друштвеном понашању које се очекивало од младог господара: у јавности је носио кимоно без рукава и кратке панталоне везане ужетом од конопље (тако је дошао и на очеву сахрану), јео диње и колаче јашући улицама седећи унатрашке на коњу и често је плесао у женској одећи у најпростијим кафанама, чиме је стекао надимак Будала од Оварија. Многи вазали Нобунагиног оца су сматрали да је њихов нови господар превише слаб, незрео или неспособан да би водио и штитио њих и њихове поседе, а неки су чак размишљали о отвореној побуни и замени Нобунаге његовим млађим братом Одом Нобујукијем, или пребегавању моћнијим регионалним господарима. У то време јужни делови провинције били су под влашћу његових рођака, Ода из замка Кијосу, а источни делови Оварија били су под влашћу моћне породице Имагава, која је у то време владала суседним провинцијама Микава, Тотоми и Суруга, и њихових вазала, породице Мацудаира (касније Токугава) из Микаве.

## Битка
У пролеће 1552. године, једва месец дана након очеве смрти, један од Нобунагиних старијих вазала, Јамагучи Норицугу, кастелан замка Наруми (сат хода источно до луке Ацута) који се истакао у служби Ода Нобухиде, и његов син Јамагучи Куроџиро (Норијоши) издали су Нобунагу и прешли на страну клана Имагава, старих непријатеља клана Ода. Издајници су позвали војску из Суруге у Овари и предали им замкове Наруми и Одака, а трупе клана Имагава направиле су неколико утврђења на земљи клана Ода. Као одговор, 17. априла (Лунарни календар) Ода Нобунага је подигао око 800 људи у замку Нагоја и кренуо на Наруми: на око миљу северно од замка дочекало их је око хиљаду и пет стотина људи из Суруге предвођених младим Јамагучи Норијошијем. Самураји обе стране су сјахали и битка се водила пешке, прса у прса хладним оружјем и трајала је од Сата Змије (око 10 часова) до Сата Коња (око подне). После два сата интензивних борби, Нобунага је изгубио око 30 самураја (хронике оног времена наводе само број погинулих ратника од угледа, тј самураја, док се број погинулих ашигаруа, слугу и пратилаца не помиње) и истог дана се повукао назад у Нагоју, остављајући спорне земље у источном Оварију под контролом клана Имагава.

## Последице
Док је Ода Нобухиде за живота успевао да потисне снаге клана Имагава из Оварија, овом победом трупе из Суруге заузеле су читав округ Чита и замкове Одака и Наруми у југоисточном Оварију. Отац и син Јамагучи нису нашли срећу у новој служби: обојица су недуго после битке позвани у Суругу и натерани да изврше сепуку на двору свог новог господара, Имагава Јошимото-а. Гарнизони клана Имагава у замковима Одака и Наруми (под командом Окабе Горобјое) одржали су се све до Нобунагине победе у бици код Окехазаме (1560).
Нобунагин први покушај командовања на бојном пољу није никога импресионирао, и убрзо су уследиле нове побуне и напади на Нобунагу, пошто су његови вазали, суседи и рођаци покушавали да искористе његову младост и претпостављену слабост у своју корист.